# Château de Mottechaix
 (décembre 2018).
 (janvier 2022).
La mise en forme du texte ne suit pas les recommandations de Wikipédia : il faut le « wikifier ».
Les points d'amélioration suivants sont les cas les plus fréquents :
- Les titres sont pré-formatés par le logiciel. Ils ne sont ni en capitales, ni en gras.
- Le texte ne doit pas être écrit en capitales (les noms de famille non plus), ni en gras, ni en italique, ni en « petit »…
- Le gras n'est utilisé que pour surligner le titre de l'article dans l'introduction, une seule fois.
- L'italique est rarement utilisé : mots en langue étrangère, titres d'œuvres, noms de bateaux, etc.
- Les citations ne sont pas en italique mais en corps de texte normal. Elles sont entourées par des guillemets français : « et ».
- Les listes à puces sont à éviter, des paragraphes rédigés étant largement préférés. Les tableaux sont à réserver à la présentation de données structurées (résultats, etc.).
- Les appels de note de bas de page (petits chiffres en exposant, introduits par l'outil «  Source ») sont à placer entre la fin de phrase et le point final[comme ça].
- Les liens internes (vers d'autres articles de Wikipédia) sont à choisir avec parcimonie. Créez des liens vers des articles approfondissant le sujet. Les termes génériques sans rapport avec le sujet sont à éviter, ainsi que les répétitions de liens vers un même terme.
- Les liens externes sont à placer uniquement dans une section « Liens externes », à la fin de l'article. Ces liens sont à choisir avec parcimonie suivant les règles définies. Si un lien sert de source à l'article, son insertion dans le texte est à faire par les notes de bas de page.
- La présentation des références doit suivre les conventions bibliographiques. Il est recommandé d'utiliser les modèles {{Ouvrage}}, {{Chapitre}}, {{Article}}, {{Lien web}} et/ou {{Bibliographie}}. Le mode d'édition visuel peut mettre en forme automatiquement les références.
- Insérer une infobox (cadre d'informations à droite) n'est pas obligatoire pour parachever la mise en page.

Pour une aide détaillée, merci de consulter Aide:Wikification.
Si vous pensez que ces points ont été résolus, vous pouvez retirer ce bandeau et améliorer la mise en forme d'un autre article.
Le château de Mottechaix (qui se comprend comme la « butte aux chênes » ou « petite motte »,, se situe à Vertou en Loire-Atlantique (France), sur un coteau au bord de la Sèvre nantaise.

## Histoire
À l'origine, la propriété vertavienne appartient à la famille Bonvalet, native de la commune de Vertou. La propriété a été très fortement abîmée pendant la Révolution française.
L’ancien manoir seigneurial est acquis à la fin du XVIIIe siècle par Jean-François Bonvalet (1727-1795), capitaine de navire et corsaire. En 1813, Marie Couturier, veuve de Jean-François Bonvalet, abandonne la maison de maître à sa fille Rose Anne (1772 – 1818) et à son gendre, Jean-Baptiste Le Cour Grandmaison (1759 – 1861), mariés en 1791.
Leur fils, Jean-Baptiste Charles, armateur, fait entièrement reconstruire la maison de maître vers 1850, sous la forme d’une villa néo-classique accompagnée d’un parc paysager dominant le pays.
En bordure du chemin de halage qui longe la Sèvre, en bas du coteau, que se situe l'ancienne habitation, comme le rapporte le cadastre napoléonien (1830). Elle se constitue d’une maison de maître en équerre, pourvue d’une galerie et couverte d’ardoise, et de plusieurs bâtiments de fermes et annexes. L’ensemble est bâti autour d’une cour fermée. À cause de sa proximité avec la Sèvre et des crues fréquentes, l’habitat se trouve à l’étage ; la galerie et la cour ont toutes deux un accès donnant sur le coteau.
Ainsi, à la place du vieux logis de sa grand-mère, Jean-Baptiste fait bâtir le château de Mottechaix vers 1860 et agrandit le « faire valoir » (environ 30 ha) pour jouxter la propriété de son frère Adolphe, qui vit à La Boissière.
À la mort de Jean-Baptiste, son fils Charles, époux de Louise François-Saint-Maur, reçoit la propriété, tandis que ses deux autres frères et sa sœur, épouse de Raoul Le Quen d'Entremeuse, conservent l'immeuble nantais situé au n°2 de la rue de Bréa.
La propriété passe ensuite à leurs descendants, jusqu'en 1992, année où les héritiers d’Antoine Le Cour Grandmaison, dernier propriétaire, vendent la propriété par lots.
En 1847, Jean-Baptiste Le Cour Grandmaison achète le moulin de la Garouère qui devient la ferme de Mottechaix.
Les Le Cour Grandmaison forme une famille d'armateurs et d'hommes politiques durant les XIXe et XXe siècles.
Une rue de Vertou rappelle le souvenir de Charles Le Cour (Canton de Vertou) qui a siégé au conseil municipal.
Le poète Émile Grimaud (1831-1901) évoque la propriété vertavienne dans un hommage rendu à la maîtresse des lieux et intitulé Cadeau de voisin (1879).

## Architecture
Le château actuel de Mottechaix, implanté sur le coteau du domaine et se découvrant de la Sèvre, est caractéristique des villas de plaisance du XIXe siècle. C’est au cours du XVIIIe siècle que le goût pour la résidence de campagne se développe dans l’aristocratie et la bourgeoisie des grandes villes ; cet intérêt se poursuit tout au long du XIXe siècle. Ainsi, le long de la Sèvre, de nombreuses villas voient le jour, installées au milieu de parcs arborés, se composant généralement d’une maison de maître et de bâtiments servant à l’exploitation agricole. Le domaine de Mottechaix se rapproche des villas de plaisance du pays nantais par l’utilisation de l’architecture néo-classique inspirée du néo-palladianisme, rappelant l’architecture de la Renaissance italienne.
La symétrie de la façade, l’usage de décors à l’antique, l’intégration de l’édifice dans un paysage, le lien avec le réseau hydrographique et routier : tous ces conseils de l’architecte Andrea Palladio sont appliqués au domaine de Mottechaix. Cette volonté d’apparaître aux yeux de tous est typique des grandes demeures de Vertou, contrairement aux domaines des autres communes du Vignoble nantais.

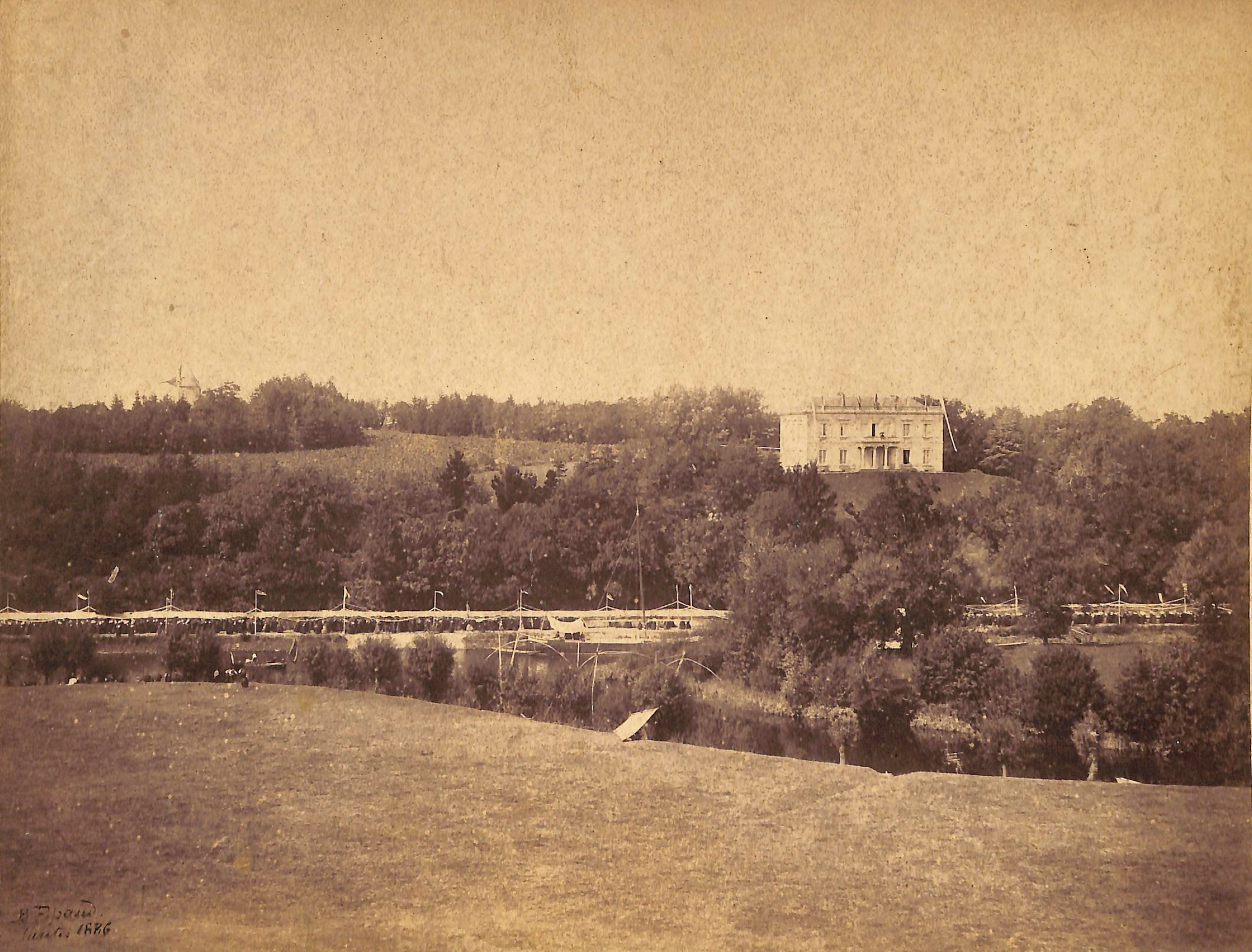
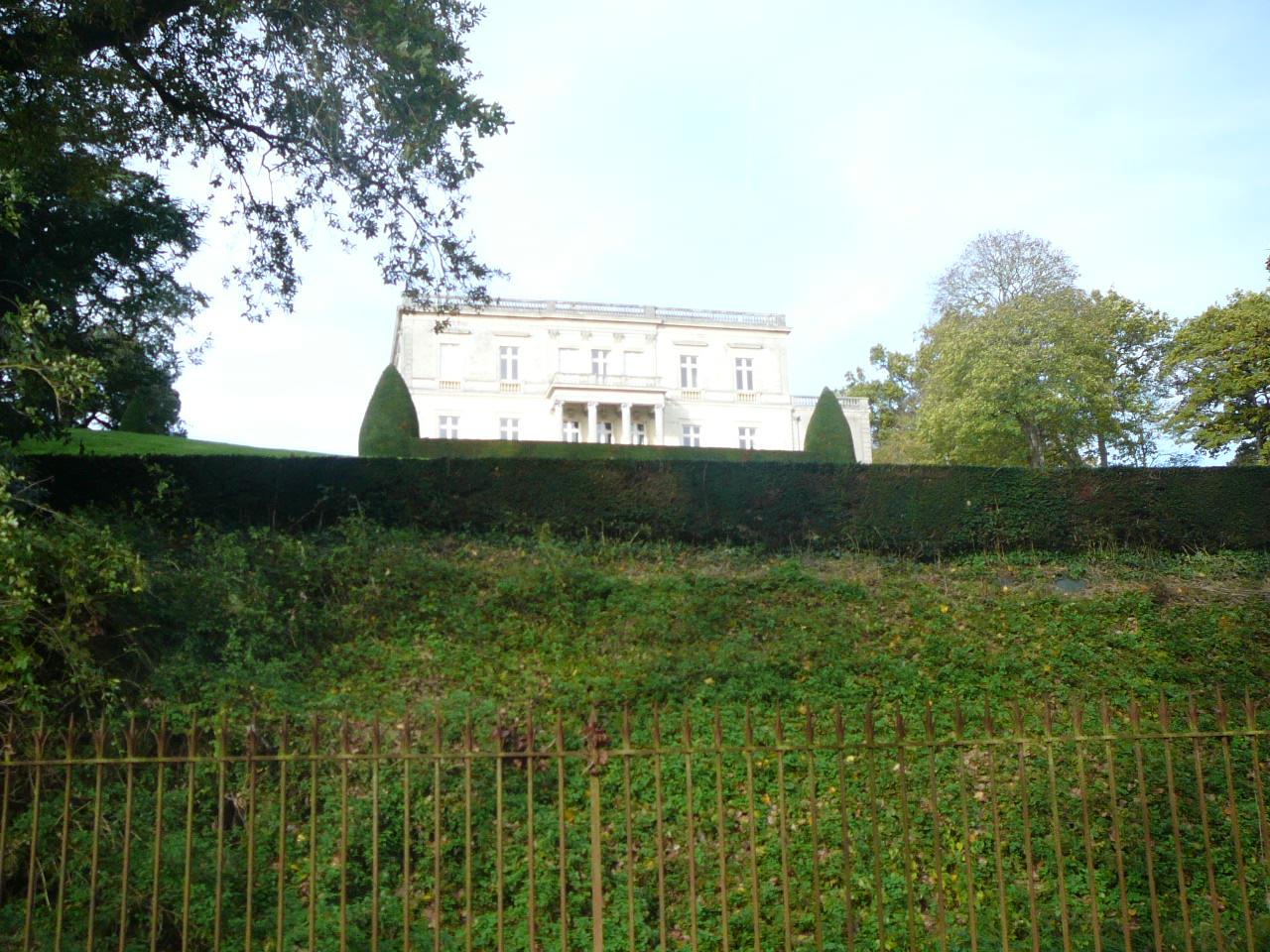
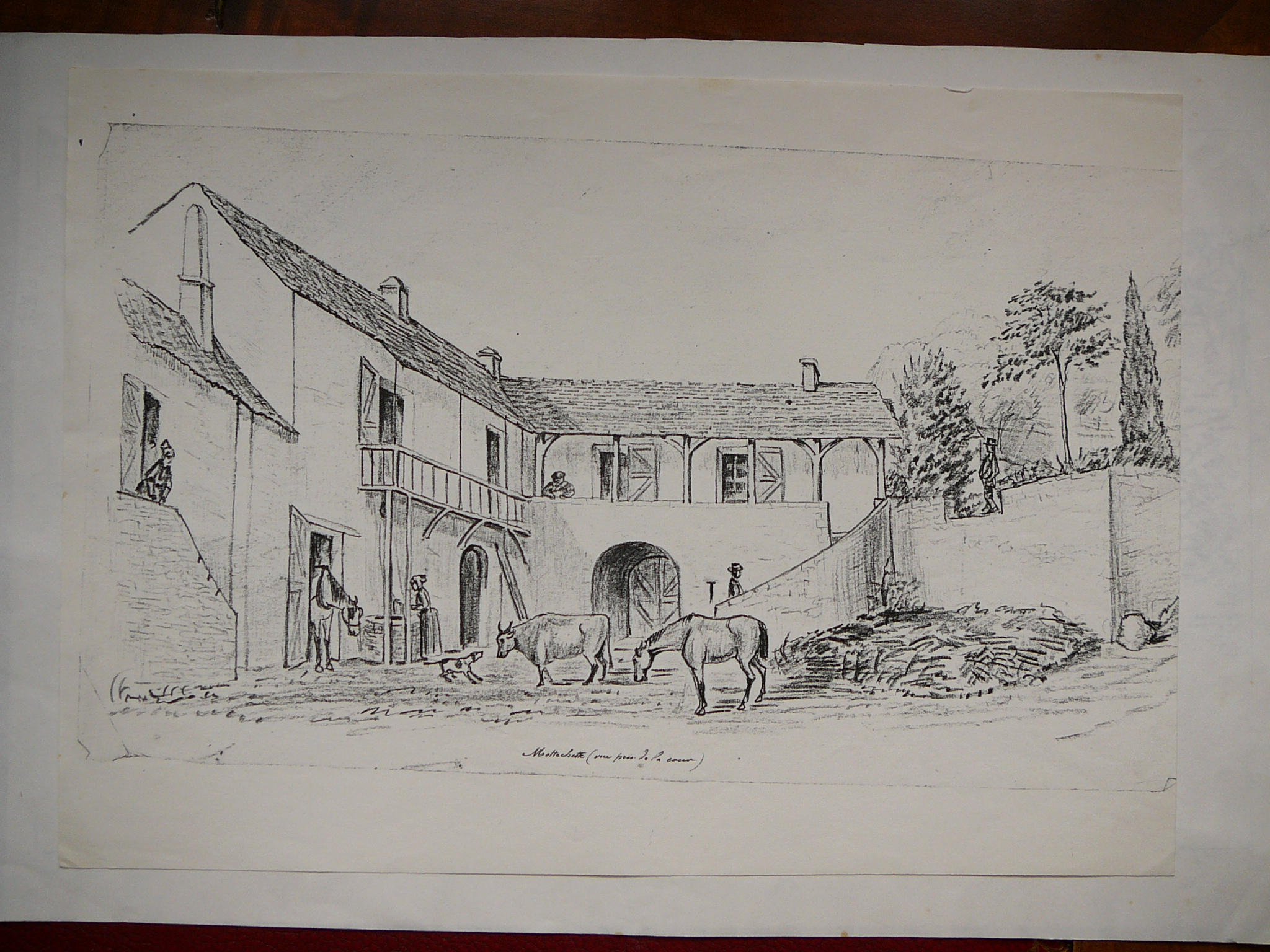
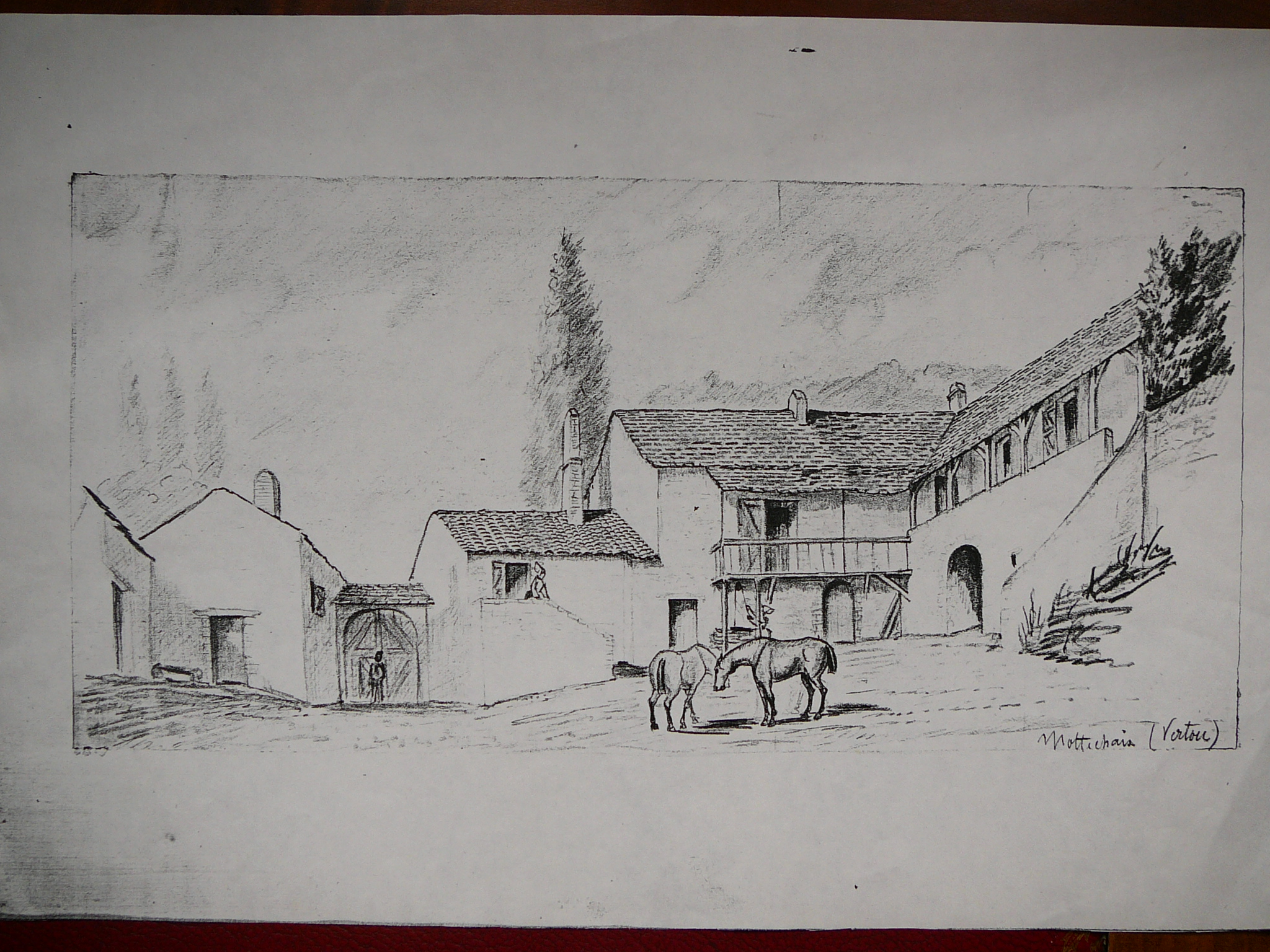
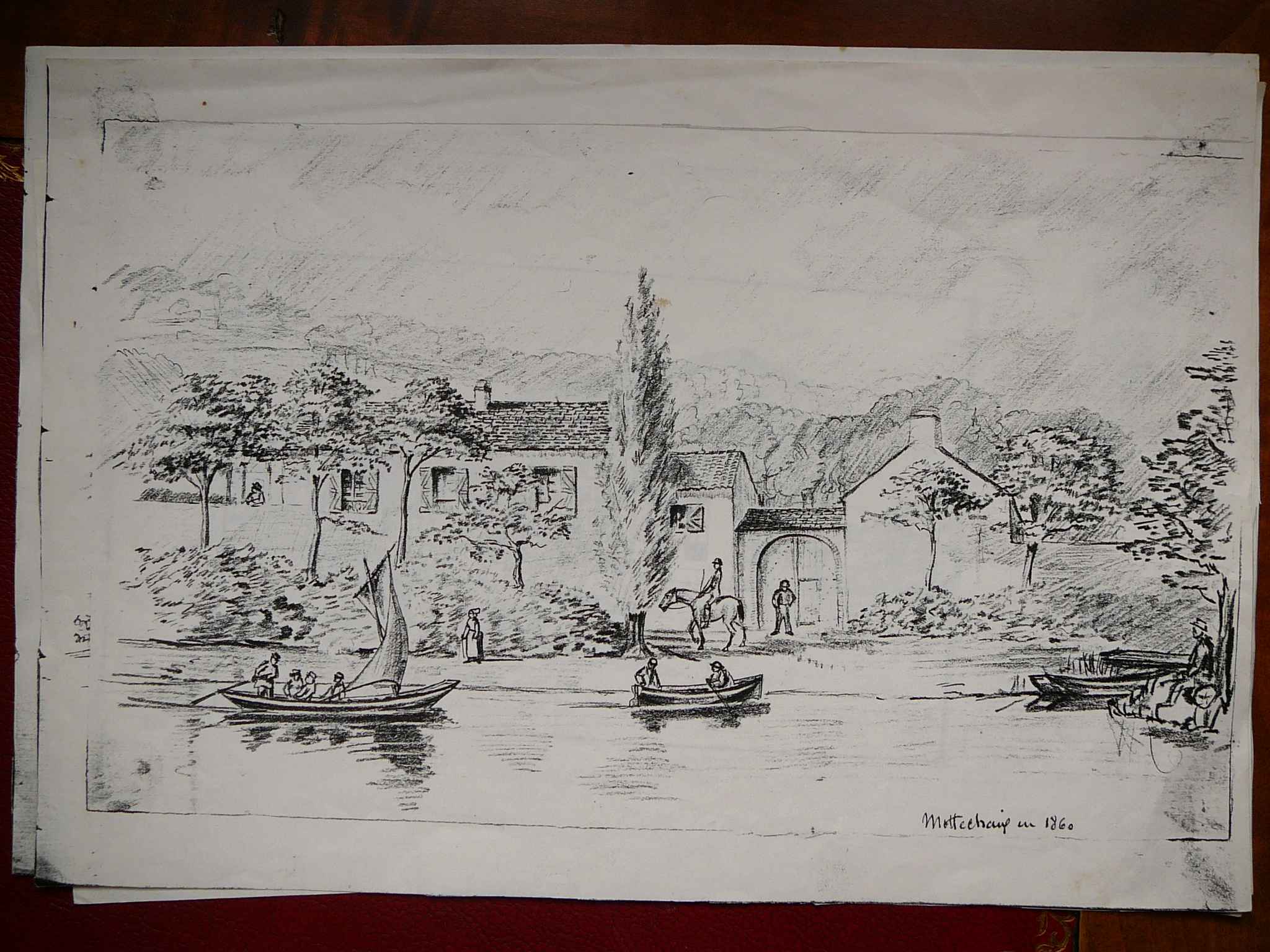
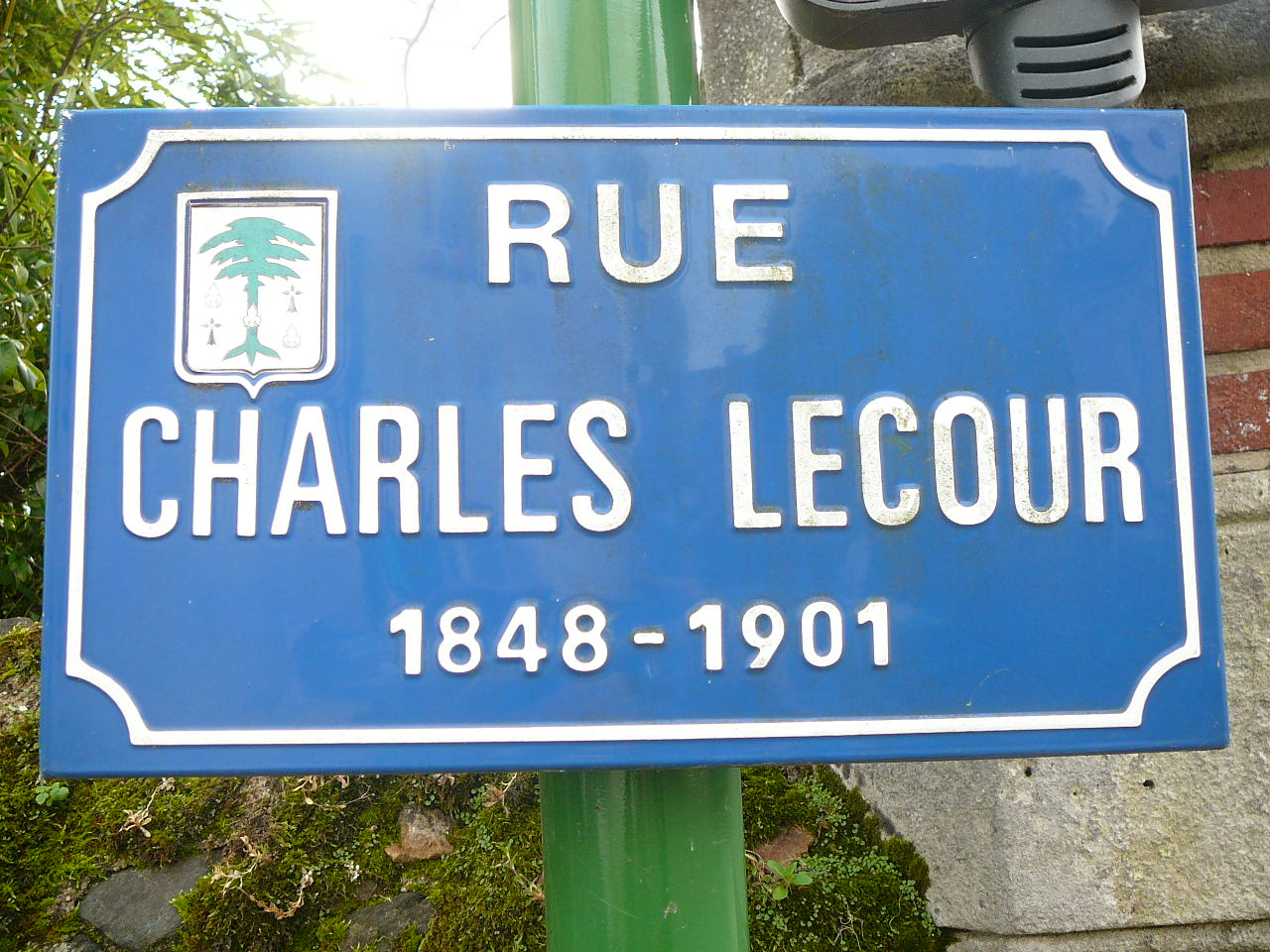

### Extérieur
L'édifice actuel, de forme quadrilatère, qui caractérise les villas de plaisance du XIXe siècle, remplace une ancienne bâtisse édifiée en bord de Sèvre et sujette aux moindres montées d'eau. Côté sud, le péristyle de 4 colonnes supporte le balcon de la chambre de maître de l'étage. Les quatre façades, qui reprennent les codes du style grec, sont ceinturées dans la partie supérieure de balustres. Le toit à quatre pentes demeure invisible pour l'observateur resté sur le sol.

### Intérieur
L'édifice s'élève sur 2 niveaux. Au rez-de-chaussée se déploie une enfilade de 3 pièces dont les hautes fenêtres (maintenues fermées par des espagnolettes) s'ouvrent sur la Sèvre nantaise : salle à manger, grand salon et petit salon. Les pièces qui reçoivent la lumière venant du parc sont destinées à la vie quotidienne : cuisine, office (doté d'une sous-pente), vestibule duquel démarre l'escalier qui conduit au niveau supérieur, toilettes, cagibi et bureau. Une extension offre 2 chambres supplémentaires, ainsi qu'une salle de bain.
Au niveau supérieur, un grand dégagement où se situait avant un billard, donne accès aux chambres : 4 côtés Sèvres et 3 autres côté parc. Un escalier dérobé permet d'accéder au grenier où se trouvent également d'anciennes chambres de service.

## Parc
Le parc s'étend principalement entre les piliers qui marquent l'entrée de la propriété et le perron nord du château. Une large allée circulaire délimite les prairies des bâtiments de la ferme située sur le coteau de la Garouère, attenante à la propriété, mais masquée par un rideau de taillis et d'arbres de toutes essences. Les restes du moulin à vent font face à celui du coteau du Chêne, qui domine le moulin Gautron.
Cette promenade dessert un terrain de tennis en terre battue.
Un jardin potager, clos moitié par une haie et moitié par un mur, renfermait des carrés de légumes, des rangées de fleurs et des alignements de poiriers. Une serre (autrefois chauffée), adossée au mur d'enceinte, assurait notamment la production de raisin de table.
Dans la prairie à flanc de coteau croît et verdit un magnolia grandiflora qui arborait, durant les vacances de Noël, une guirlande électrique aux ampoules multicolores. De vieux cèdres sont encore visibles de la chaussée.

## Exploitation agricole
La superficie de l'exploitation s'étend progressivement par l'acquisition successive de terrains agricoles, tel que le moulin de la Garouère et les lopins de vignes.
La famille Bioteau exploite la borderie, composée de bâtiments d'habitation et d'exploitation.
Un état des lieux daté du 1er novembre 1935 fournit l'énumération suivante : 
- Hangar monté sur pilier de bois
- Grange
- Poulailler
- Cellier
- Écurie
- Four et fournil
- Chambre à coucher ; cuisine
- Moulin
- Jardin

Les terres mises à bail se distinguent ainsi :
- 1 prairie située au lieu-dit La Bonde
- 1 parcelle dans le Pré des Quartiers
- 1 canton de pré au lieu-dit La Folinarde
- 1 canton de vigne et 1 parcelle de gros-plant, à l'entrée de Mottechaix, dit Baco